# IRIX
IRIX war ein kommerzielles Unix-Betriebssystem des Unternehmens Silicon Graphics (SGI) und wurde für den Betrieb MIPS-basierter Systeme von SGI konzipiert. Aufgrund seiner hohen Skalierbarkeit konnte es sowohl auf Workstations als auch auf Supercomputern eingesetzt werden und schaffte damit eine Grundlage für die Verwendung im High performance computing (HPC) und für Grafikberechnungen. Das System stammt von der System-V-Familie ab und ist in 32-Bit- und 64-Bit-Versionen verfügbar.
Die Hauptanwendungen umfassten Computeranimation, Medizin und Forschung (Computertomographie, molekulare Chemie, Mikroskopie), Geologie (Visualisierung von fossilen Rohstoffvorkommen, digitale Landschaftsmodelle) sowie Militär (Constructive Simulation) und Rechnerunterstützte Konstruktion (CAD).

## Merkmale
Unter IRIX kommt ab Version 5.3 das Journaling-Dateisystem XFS zum Einsatz, zuvor wurde das Extent File System (EFS) verwendet. Als Fenstermanager verwendet IRIX 4dwm. Die Lizenzen von IRIX sind immer an die Rechner von SGI gebunden, d. h., wenn man einen Rechner von SGI erwirbt, erwirbt man damit auch eine IRIX-Lizenz.
IRIX entspricht den Standards POSIX sowie UNIX 95. Die Entwicklungsgeschichte und die Benennung der Versionen sind nicht ganz unstrittig. Unter dem Namen IRIX erschien das System erstmals kurz nach dem Umstieg von Motorolas 68000er-Familie auf die MIPS-Architektur. Verbürgt ist die Benennung IRIX für Release 3.1. Die letzte Version ist 6.5.30 vom 16. August 2006. Der Hersteller SGI hat zum 29. Dezember 2006 die Produktion von IRIX/MIPS eingestellt; Support für Bestandskunden gab es noch bis Ende 2013. Neue (Hardware-)Produkte von SGI werden mit Red Hat Enterprise Linux oder SUSE Linux Enterprise Server ausgeliefert.

## Versionsgeschichte
| Version          | Veröffentlichung  | Anmerkungen |
| ---------------- | ----------------- | --- |
| IRIS GL2 1       | 1983              | - Erste Version auf Codebasis von UniSoft UniPlus System V (Portierung von UNIX System V Release 3 auf Motorola 68k Architektur) mit BSD4.2- und SGI-Erweiterungen (IRIS Graphics Library) - Unterstützung für 68k-basierte Workstations (GL2-W) und Terminals (GL2-T) der Baureihen SGI 1000, SGI 2000 und SGI 3000, zur Anbindung an DEC VAX-Computer - Bezeichnungen IRIS GL2-W2.x, IRIS GL2-T2.x für Motorola-68010-basierte Systeme und IRIS GL2-W3.x, IRIS GL2-T3.x für Motorola-68020-basierte Systeme - Grafische Benutzeroberfläche: MEX (Multiple EXposure) |
| IRIS GL2 1.5     | 1984              | - Alternative Benennung als Silicon Graphics System V - Letzte veröffentlichte Versionen der IRIS GL2-Linie war IRIS GL2 Version 6, bzw. IRIS GL2-W3.6 (1987), darüber hinaus soll es aber eine nicht veröffentlichte Version 7 gegeben haben |
| 4D1-1.0          | 1986              | - Erste Version mit Unterstützung für Systeme der MIPS-basierten 4D-Baureihe - Entwicklung auf Basis von RISC/os und Implementierung von IRIS GL2 - Vermutlich unveröffentlichte Version; nachträgliche Benennung auf IRIX 1.0 (seit 4D1-3.0) |
| 4D1-2.0          | 18. November 1987 | - Erste offiziell veröffentlichte Version der 4D-Linie |
| 4D1-3.0          | 10. Juni 1988     | - Erstmalige Bezeichnung der 4D1-Betriebssystemlinie als IRIX - Aktualisierung der Erweiterungen auf Basis von BSD4.3; Unterstützung für Extent File System (EFS) und Echtzeit-Grafiksysteme - Unterstützung für Systeme der Baureihen Professional Iris, PowerSeries und Personal Iris - Grafische Benutzeroberfläche: Sun NeWS, SGI 4Sight Fenstermanager |
| 4D1-4.0          | September 1991    | - Erweiterung der Unterstützung auf Systeme der Baureihen: Indigo R3000 (seit 4D1-4.0), Crimson (seit 4D1-4.02), PowerSeries (seit 4D1-4.05), Indigo R3000 (seit 4D1-4.05F), Crimson Extreme, Indigo 2 und Challenge M (seit 4D1-4.0H) - Entstehung eines sicherheitsoptimierten Entwicklungszweiges von IRIX mit dem Namen Trusted IRIX/B (TIRIX) und Veröffentlichung der ersten Version 4D1-4.0.1T - Unterstützung für RealityEngine Grafik-Hardware - Grafische Benutzeroberfläche: X11R4, 4dwm Fenstermanager, IRIS Workspace Desktop-Umgebung |
| IRIX 5.0         | März 1993         | - Aktualisierung der Codebasis auf UNIX System V Release 4 und damit Einführung des Binärformats ELF - Unterstützung ausschließlich für Systeme der Baureihe Onyx / Challenge - Unterstützung für RealityEngine2 und VTX Grafik-Hardware - Grafische Benutzeroberfläche: X11R5, 4dwm Fenstermanager, Indigo Magic Desktop (IMD) Arbeitsumgebung |
| IRIX 5.0.1       | Juni 1993         | - Einführung des Systune kernel tuning and configuration utility, Shadow-Passwort |
| IRIX 5.1         | September 1993    | - Veröffentlichung der Versionen IRIX 5.1 (Indy) mit Unterstützung für Systeme der Baureihe Indy und IRIX 5.1 (Non Indy) mit Unterstützung für Systeme der Baureihen Onyx / Challenge, Indigo und Indigo 2 |
| IRIX 5.1.1       | September 1993    | - Veröffentlichung der Versionen IRIX 5.1.1 (Indy) mit Unterstützung für Systeme der Baureihe Indy und IRIX 5.1.1 (Non Indy) mit Unterstützung für Systeme der Baureihen Onyx / Challenge, Indigo, Indigo 2 und Indigo2 XL |
| IRIX 5.2         | März 1994         | - Vereinigung bisheriger Versionen der IRIX-Linien 4D und 5.x - Unterstützung für Systeme der Baureihen Professional Iris, PowerSeries, Personal Iris, Crimson, Indigo und Onyx / Challenge - Veröffentlichung weiterer Versionen: IRIX 5.2 for Onyx Extreme, IRIX 5.2 for Indy R4600PC & Challenge S, IRIX 5.2 for Indy R4600SC, XZ and Presenter, IRIX 5.2 for Challenge / Onyx, IRIX 5.2 TKO und IRIX 5.2 + VSeries 1.0 |
| IRIX 5.3         | November 1994     | - Vereinigung bisheriger Baureihen-spezifischer Versionen der IRIX 5.x-Linie - Unterstützung für Systeme der Baureihen Professional Iris, Power Series, Personal Iris, Indigo, Indigo 2, Challenge / Onyx und Indy / Challenge S - Erste IRIX XFS-Version IRIX 5.3 XFS, Dezember 1994 mit Unterstützung für das Journaling-Dateisystem XFS und XLV logical volumes - Unterstützung für NFSv3 - Veröffentlichung weiterer Versionen: IRIX 5.3 for Indy R4400 175 MHz (Februar 1995), IRIX 5.3 with Presenter 1.0 (Mai 1995), IRIX 5.3 for 175 MHz and 2 MB Cache (August 1995), IRIX 5.3 for Indy R4x00 (August 1995), IRIX 5.3 with Presenter for 175 MHz and 2 MB Cache (September 1995), IRIX 5.3 for Indigo 2 Impact (September 1995), IRIX 5.3 for all Dual Head Indy (Oktober 1995), IRIX 5.3 for all Indigo 2 Impact (Dezember 1995), IRIX 5.3 for Indy including R5000 (Februar 1996), IRIX 5.3 XFS for Indy including R5000 (Mai 1996) |
| IRIX 6.0         | Dezember 1994     | - Erste 64-Bit Version von IRIX; Abstammung von IRIX 5.2 - Unterstützung für Systeme der Baureihen Power Challenge und Power Onyx - Grafische Benutzeroberfläche: X11R5, 4dwm Fenstermanager, Indigo Magic Desktop (umbenannt in IRIS Interactive Desktop) |
| IRIX 6.0.1       | Dezember 1994     | - Zweite 64-Bit Version von IRIX; Abstammung von IRIX 5.3 - Unterstützung für Systeme der Baureihen Power Challenge, Power Onyx und Power Indigo 2 - Weitere Versionen: IRIX 6.0.1 XFS (März 1995), IRIX 6.0.1 for Power Indigo 2 with Presenter (Mai 1995) |
| Trusted IRIX 5.3 | Juni 1995         | - Letzte Version von Trusted IRIX; Abstammung von IRIX 5.3 |
| IRIX 6.1         | Juli 1995         | - Erweiterte Sicherheitsfunktionen durch Zusammenführung der Linien IRIX 6.x und Trusted IRIX - Erste standardmäßige Unterstützung für XFS Dateisystem - Unterstützung für ISO 9660 |
| IRIX 6.2         | März 1996         | - Erweiterte Netzwerkunterstützung durch Implementierung von DHCP-Clients, NIS+, PPP, IP aliasing - Unterstützung für Infinite Reality Grafik-Hardware - Umstellung von X11R5 auf X11R6; Einführung von OpenGL; Erweiterung der Benutzerkennung auf 32-Bit - Weitere Version IRIX 6.2 for Indigo 2 Impact R10000 (Juni 1996) |
| IRIX 6.3         | September 1996    | - Unterstützung ausschließlich für Systeme der Baureihe O2 - Weitere Version IRIX 6.3 for O2 including R10000 |
| IRIX 6.4         | November 1996     | - Unterstützung für Systeme der Baureihen Origin 200, Origin 2000 und Onyx 2 - Weitere Version IRIX 6.4 for Origin, Onyx2 and OCTANE (Februar 1997) |
| IRIX 6.5         | Juni 1998         | - Vereinigung aller bisheriger Baureihen-spezifischer Versionen der Linien 5.x und 6.x - Seit IRIX 6.5 erfolgte die Weiterentwicklung der IRIX 6.5-Linie in den Versionen IRIX 6.5.1 (August 1998) bis IRIX 6.5.30 (August 2006) - Unterstützung für: Gigabit-Ethernet und Infinite Reality 2 Grafik-Hardware (seit IRIX 6.5.1, August 1998), VPro graphics und Infinite Reality 3 Grafik-Hardware (seit IRIX 6.5.8, Mai 2000) - Unterstützung für: IPv6 (seit IRIX 6.5.19, Februar 2003) - Seit IRIX 6.5.23 (Februar 2004) Einstellung der Unterstützung für Systeme der Baureihen Challenge, Indigo, Indigo 2, Indy, Power Challenge, Power Indigo 2, Power Onyx und Onyx |